# Ladapeyre
Ladapeyre är en kommun i departementet Creuse i regionen Nouvelle-Aquitaine i de centrala delarna av Frankrike. Kommunen ligger i kantonen Guéret-Nord som tillhör arrondissementet Guéret. År 2022 hade Ladapeyre 356 invånare.

## Befolkningsutveckling
Antalet invånare i kommunen Ladapeyre
Referens:INSEE